# Instrument Przedakcesyjnej Polityki Strukturalnej
Instrument Przedakcesyjnej Polityki Strukturalnej (ang. Instrument for Structural Policies for Pre-Accesion – ISPA) – jeden z trzech instrumentów finansowych Unii Europejskiej (obok PHARE, SAPARD) przeznaczony dla państw kandydujących do akcesji. Ma na celu ujednolicenie poziomu infrastruktury technicznej w zakresie transportu i ochrony środowiska. Działa podobnie do unijnego Funduszu Spójności, pokrywa do 75% kosztów inwestycji.
Cele:
- w zakresie ochrony środowiska:
  - zwalczenie zanieczyszczenia wód i powietrza,
  - pomoc w utylizacji odpadów,
  - wsparcie we wprowadzaniu porządku prawnego ochrony środowiska,

- w zakresie transportu:
  - rozwój infrastruktury transportowej,
  - połączenie systemów komunikacyjnych z infrastrukturą krajów UE,
  - budowa transeuropejskiej sieci transportowej.

Początkowo skierowany został do krajów kandydujących z Europy Środkowo-Wschodniej: (Bułgarii, Czech, Estonii, Litwy, Łotwy, Polski, Rumunii, Słowacji, Słowenii i Węgier. Po wstąpieniu części państw kandydujących w 2004 r. beneficjentami została Bułgaria i Rumunia (do 2007 r.) w zamian uzyskały prawo do finansowania z Funduszu Spójności – podobnie jak członkowie z akcesji z 2004 r.).
Od 1 stycznia 2005 r. z budżetu ISPA korzystała Chorwacja.